# I liga paragwajska w piłce nożnej (1985)
Mistrzem Paragwaju został klub Club Olimpia, natomiast wicemistrzem Paragwaju – Club Nacional.
Mistrzostwa podzielone zostały na cztery etapy. Pierwsze trzy etapy zadecydowały o tym, które sześć klubów weźmie udział w czwartym – decydującym o mistrzostwie – etapie. Zwycięzca czwartego etapu został mistrzem Paragwaju.
Do turniejów międzynarodowych zakwalifikowały się następujące kluby:
- Copa Libertadores 1986: Club Olimpia, Club Nacional

Do drugiej ligi spadł klub Club River Plate. Na jego miejsce z drugiej ligi awansował klub Sport Colombia Fernando de la Mora.

## Pierwszy etap

### Tabela końcowa pierwszego etapu 1985
| Poz | Klub                 | Mecze | Zw | Rem | Por | Pkt | BrZd | BrStr |
| --- | -------------------- | ----- | -- | --- | --- | --- | ---- | ----- |
| 1   | Cerro Porteño        | 9     | 5  | 3   | 1   | 13  | 15   | 6     |
| 2   | Club Olimpia         | 9     | 3  | 6   | 0   | 12  | 10   | 2     |
| 3   | Sportivo San Lorenzo | 9     | 5  | 1   | 3   | 11  | 12   | 12    |
| 4   | Atlético Colegiales  | 9     | 2  | 5   | 2   | 9   | 9    | 9     |
| 5   | Club Sol de América  | 9     | 2  | 5   | 2   | 9   | 13   | 12    |
| 6   | Club Guaraní         | 9     | 2  | 5   | 2   | 9   | 13   | 13    |
| 7   | Club Nacional        | 9     | 1  | 6   | 2   | 8   | 9    | 9     |
| 8   | Sportivo Luqueño     | 9     | 3  | 2   | 4   | 8   | 8    | 16    |
| 9   | Club Libertad        | 9     | 2  | 2   | 5   | 6   | 5    | 10    |
| 10  | Club River Plate     | 9     | 1  | 3   | 5   | 5   | 9    | 14    |

## Drugi etap

### Tabela końcowa drugiego etapu 1985
| Poz | Klub                 | Mecze | Zw | Rem | Por | Pkt | BrZd | BrStr |
| --- | -------------------- | ----- | -- | --- | --- | --- | ---- | ----- |
| 1   | Club Nacional        | 9     | 4  | 4   | 1   | 12  | 13   | 10    |
| 2   | Club Sol de América  | 9     | 4  | 3   | 2   | 11  | 10   | 10    |
| 3   | Club Olimpia         | 9     | 3  | 5   | 1   | 11  | 12   | 7     |
| 4   | Club Guaraní         | 9     | 4  | 2   | 3   | 10  | 9    | 9     |
| 5   | Club Libertad        | 9     | 2  | 6   | 1   | 10  | 10   | 10    |
| 6   | Sportivo Luqueño     | 9     | 3  | 3   | 3   | 9   | 16   | 13    |
| 7   | Club River Plate     | 9     | 3  | 3   | 3   | 9   | 8    | 10    |
| 8   | Cerro Porteño        | 9     | 2  | 4   | 3   | 8   | 13   | 11    |
| 9   | Sportivo San Lorenzo | 9     | 1  | 4   | 4   | 6   | 8    | 13    |
| 10  | Atlético Colegiales  | 9     | 0  | 4   | 5   | 4   | 9    | 15    |

## Trzeci etap

### Tabela końcowa trzeciego etapu 1985
| Poz | Klub                 | Mecze | Zw | Rem | Por | Pkt | BrZd | BrStr |
| --- | -------------------- | ----- | -- | --- | --- | --- | ---- | ----- |
| 1   | Cerro Porteño        | 9     | 6  | 3   | 0   | 15  | 11   | 5     |
| 2   | Club Olimpia         | 9     | 5  | 2   | 2   | 12  | 15   | 6     |
| 3   | Atlético Colegiales  | 9     | 6  | 0   | 3   | 12  | 16   | 10    |
| 4   | Club River Plate     | 9     | 6  | 0   | 3   | 12  | 9    | 11    |
| 5   | Sportivo San Lorenzo | 9     | 4  | 3   | 2   | 11  | 14   | 7     |
| 6   | Club Guaraní         | 9     | 5  | 1   | 3   | 11  | 11   | 10    |
| 7   | Club Libertad        | 9     | 1  | 4   | 4   | 6   | 8    | 11    |
| 8   | Sportivo Luqueño     | 9     | 2  | 1   | 6   | 5   | 7    | 15    |
| 9   | Club Nacional        | 9     | 1  | 2   | 6   | 4   | 8    | 15    |
| 10  | Club Sol de América  | 9     | 0  | 2   | 7   | 2   | 4    | 14    |

## Sumaryczna tabela sezonu 1985
Tabela przedstawia sumaryczny dorobek klubów uzyskany w trzech etapach.
| Poz | Klub                 | Mecze | Zw | Rem | Por | Pkt | BrZd | BrStr |
| --- | -------------------- | ----- | -- | --- | --- | --- | ---- | ----- |
| 1   | Cerro Porteño        | 27    | 13 | 10  | 4   | 36  | 39   | 22    |
| 2   | Club Olimpia         | 27    | 11 | 13  | 3   | 35  | 37   | 15    |
| 3   | Club Guaraní         | 27    | 11 | 8   | 8   | 30  | 33   | 32    |
| 4   | Sportivo San Lorenzo | 27    | 10 | 8   | 9   | 28  | 34   | 32    |
| 5   | Club River Plate     | 27    | 10 | 6   | 11  | 26  | 26   | 35    |
| 6   | Atlético Colegiales  | 27    | 8  | 9   | 10  | 25  | 34   | 34    |
| 7   | Club Nacional        | 27    | 6  | 12  | 9   | 24  | 30   | 34    |
| 8   | Club Libertad        | 27    | 5  | 12  | 10  | 22  | 23   | 31    |
| 9   | Club Sol de América  | 27    | 6  | 10  | 11  | 22  | 27   | 36    |
| 10  | Sportivo Luqueño     | 27    | 8  | 6   | 13  | 22  | 31   | 44    |

Bonusy przyznane przed rundą finałową:
- 4 punkty dla klubu Cerro Porteño za pierwsze miejsce w pierwszym etapie (2 pkt) i pierwsze miejsce w trzecim etapie (2 pkt)
- 2 punkty dla klubu Club Olimpia za drugie miejsce w pierwszym etapie (1 pkt) i drugie miejsce  w trzecim etapie (1 pkt)
- 2 punkty dla klubu Club Nacional za pierwsze miejsce w drugim etapie
- 1 punkt dla klubu Club Sol de América za drugie miejsce w drugim etapie

## Czwarty etap – runda finałowa

### Tabela końcowa czwartego etapu 1985
| Poz | Klub                 | Mecze | Zw | Rem | Por | Pkt | BrZd | BrStr |
| --- | -------------------- | ----- | -- | --- | --- | --- | ---- | ----- |
| 1   | Club Olimpia         | 5     | 4  | 1   | 0   | 11  | 8    | 2     |
| 2   | Club Nacional        | 5     | 2  | 2   | 1   | 8   | 5    | 4     |
| 3   | Club Sol de América  | 5     | 2  | 2   | 1   | 7   | 13   | 10    |
| 4   | Cerro Porteño        | 5     | 1  | 1   | 3   | 7   | 7    | 9     |
| 5   | Club Guaraní         | 5     | 2  | 2   | 1   | 6   | 14   | 9     |
| 6   | Sportivo San Lorenzo | 5     | 0  | 0   | 5   | 0   | 2    | 15    |